# Emir Abdelkader (Jijel)
Emir Abdelkader (în arabă الامير عبد القادر) este o comună din provincia Jijel, Algeria.
Populația comunei este de 38.468 de locuitori (2008).